# Motala tingshus

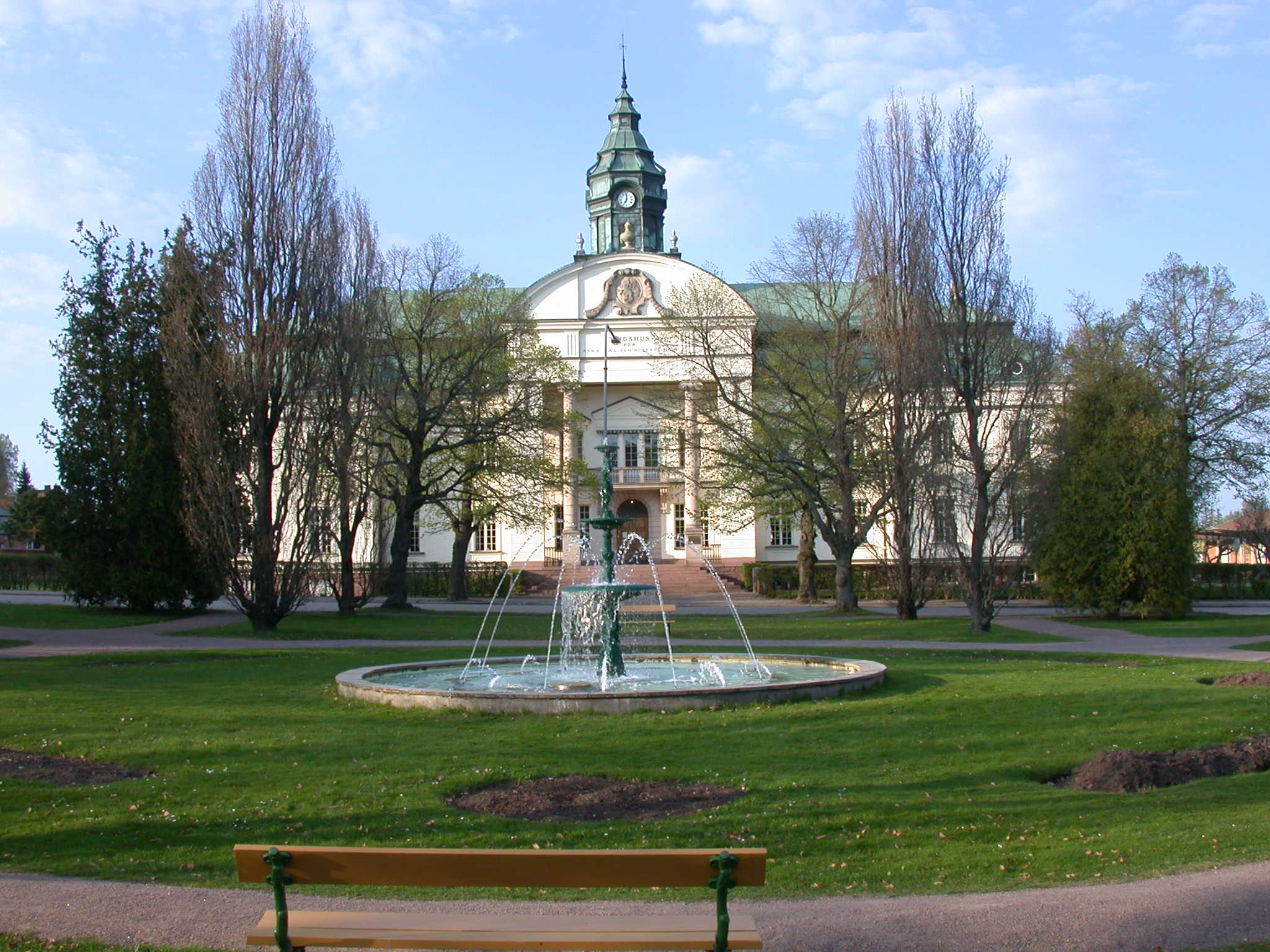
Den tidigare domstolsbyggnaden i Motala

Motala tingshus i Motala kommun, Östergötland uppfördes 1909–1910 som tingshus åt häradsrätten för Aska, Dal och Bobergs tingslag. Byggmästare var Theodor Svensson och arkitekt var Verner Northun. 